# Douroucouli
Pour les articles homonymes, voir Aotus.
Aotus · Singes de nuit, Singes-chouettes, Nyctipithèques
Famille
Genre
Les Aotidés (Aotidae) est une famille de primates nocturnes du Néotropique, connus sous le nom de douroucouli.
Le genre Aotus est l'unique représentant de la famille des Aotidae. Dans certaines classifications, les Douroucoulis forment la sous-famille des Aotinae au sein des Cebidae.
Les Douroucoulis possèdent de petites oreilles peu apparentes, une barbe et une queue non préhensile (contrairement aux autres singes du Nouveau Monde) et ont une vision monochrome. Ils disposent d'un large éventail de cris (entre 50 et 100 appels différents peuvent être distingués).

## Dénominations et étymologie
Ces primates sont appelés douroucoulis, singes de nuit, singes nocturnes, singes-chouettes ou encore nyctipithèques. Son nom vient de ses cris à la fois étrange et sonore, un répertoire de 50 cris qui passe par le son du gong par cris du jaguar jusqu'au petits gazouillis.
Le terme Aotus a été créé en 1804 par Humboldt à partir du Grec (ἀ-, préfixe privatif + οὗς, oreille) et signifie « dépourvu d'oreille » (parce qu'ils n'ont pratiquement pas de pavillons).

## Classification
Selon ITIS :
- famille des Cebidae
  - sous-famille des Aotinae
    - genus Aotus

Selon MSW :
- famille des Aotidae
  - genus Aotus

## Espèces
D'après l'ouvrage Handbook of the Mammals of the World en 2013 :
- Aotus trivirgatus (Humboldt, 1811)
- Aotus azarae (Humboldt, 1812)
- Aotus vociferans (Spix, 1823)
- Aotus lemurinus I. Geoffroy Saint-Hilaire, 1843
- Aotus nigriceps Dollman, 1909
- Aotus griseimembra Elliot, 1912
- Aotus zonalis Goldman, 1914
- Aotus miconax Thomas, 1927
- Aotus brumbacki Hershkovitz, 1983
- Aotus nancymaae Hershkovitz, 1983
- Aotus hershkovitzi Ramirez-Cerquera, 1983
- Aotus jorgehernandezi Defler & Bueno, 2007

## Caractéristiques physiques
- Poids : Il pèse entre 600 g et 1 kg.
- Taille : 27 à 48 cm et sa queue est à peu près aussi longue que son corps.
- Il a de très grands yeux. Il a un pelage laineux et court généralement brun ou gris foncé pour le dessus et gris clair au orangé pour le dessous.

## Mode de vie
C'est un animal nocturne pour deux raisons capitales : il possède de grands yeux qui ne supportent pas la lumière et il ne chasse que la nuit pour éviter la concurrence des autres singes.
Les ancêtres de ce singe étaient diurnes car le douroucouli ne possède pas la couche réflective spéciale, appelée le tapetum. Sa rétine n'est composée que de bâtonnets, la vision des couleurs en est donc atténuée. Leurs ancêtres auraient changé de mode de vie pour éviter les attaques des différents oiseaux de proie. Il préfère en particulier la période de pleine lune, dont les lueurs l'aident dans sa chasse. Il n'est donc pas complètement adapté à l'obscurité.

## Reproduction
Ce singe a une gestation de 4 mois à 4 mois et demi. Ils ont une portée de un petit. La maturité sexuelle est atteinte vers 3 ou 4 ans.

## Habitat
Ils sont largement répandus dans les forêts d'Amérique du Sud et d'Amérique centrale, du Panama au Paraguay, ainsi qu'au nord de l'Argentine. Plutôt dans des forêts sèches et pluviales ou dans des plaines de montagnes. Jusqu'à 2100 mètres.

## Longévité
Le douroucouli vit environ une vingtaine d'années.

## Alimentation
Le douroucouli est pratiquement omnivore. Il mange principalement des fruits, des insectes et d'autres invertébrés, des œufs, des graines ou encore des feuilles.

## Menaces

### Prédateurs
Les principaux prédateurs du douroucouli sont les jaguars et les pumas.

### Statut
Son statut de conservation IUCN : Préoccupation mineure. L'espèce est aussi menacée par la déforestation dans certaines parties de son milieu de vie.

## Organisation sociale
Le douroucouli se regroupe en petites communautés (d'une dizaine d'individus). Ils dorment roulés en boule dans un trou d'arbre. Il est très sociable.
Le douroucouli vit en harmonie avec d'autres espèces de singes, bien qu'il ne communique pas avec eux, puisque le douroucouli est un animal nocturne, contrairement à tous les autres singes de son habitat.

## Totem
Pour les mouvements de jeunesse, le douroucouli est un animal sociable qui ne reste avec les autres que lorsqu'il y a de l'ambiance et repart automatiquement lorsqu'il n'y en a plus. Il vit de nuit.

## Référence
1. 1 2  
Juan Carlos de la Cal, « Manuel Elkin Patarroyo : Cinquante ans de sollicitude », Courrier international, no 884,‎ 11-17 octobre 2007de nuit, p. 50traduction d'un article d'El Mundo
2. 1 2 3  (en) Murray Wrobel, Elsevier's Dictionary of Mammals : in Latin, English, German, French and Italian, Amsterdam, Elsevier, 2007, 857 p. (ISBN 978-0-444-51877-4, lire en ligne), entrée N°318.
3. 1 2  Meyer C., ed. sc., 2009, Dictionnaire des Sciences Animales. consulter en ligne. Montpellier, France, Cirad.